# Le crescendo
Le crescendo (Il crescendo) è un'opera comica (opéra-buffon) in un atto di Luigi Cherubini su libretto di Charles Augustin [de Bassompierre] Sewrin.
La vicenda è ispirata a libretti di opere precedenti: quello di Carlo Prospero Defranceschi per L'Angiolina ovvero Il matrimonio per sussurro, musicata da Antonio Salieri (Vienna, 1800), e quello di Giuseppe Palomba per Le cantatrici villane di Valentino Fioravanti (Lisbona, 1803).

## Storia delle rappresentazioni
La prima rappresentazione ebbe luogo nella Salle Feydeau dell'Opéra-Comique di Parigi il 1º settembre 1810; alla première seguirono altre nove recite. Il lavoro non piacque, e il soggetto in particolare fu molto criticato.
Le crescendo venne ripreso presso la Salle Favart il 4 giugno 1960 dal Piccolo Teatro Musicale con i Virtuosi di Roma, in un adattamento di Giulio Confalonieri diretto da Corrado Pavolini, con scene e costumi di Franco Laurenti.

## Interpreti della prima rappresentazione
| Personaggio  | Interprete        |
| ------------ | ----------------- |
| Bloum        | Jean-Pierre Solié |
| Sofia        | Belmont           |
| Frankenstein | Chénard           |
| Alfonso      | Paul              |
| Filippo      | Martin            |

## Trama
Il maggiore Frankenstein desidera sposare Sofia, nipote del suo vicino, il capitano Bloum, ma anche il nipote di Frankenstein, Alfonso, è innamorato della ragazza. Frankenstein non sopporta il rumore ed è così terrorizzato all'idea del suono del ballo che si organizzerà per la cerimonia che convince Sofia a sposare Alfonso al suo posto. Sofia si finge infuriata ma è proprio questo quello che voleva, perché ricambia l'amore di Alfonso, così accetta volentieri il nuovo sposo.

## Partiture
Venne pubblicata la partitura completa dell'ouverture (Biblioteca nazionale di Francia, catalogo L. 2400), ed esiste un manoscritto autografo della versione per voce e pianoforte (Biblioteca di Stato di Berlino, archivio Cherubini no. 151). Venne anche stampato il libretto (Bibliothèque-Musée de l'Opéra, Parigi, Liv. 19 oc 132, edizione del 1810).

## Discografia
- 1966 - Mario Guggia (Bloum), Elena Rizzieri (Sofia), Renato Cesari (Frankenstein), Angelo Marchiandi (Alfonso), Guido Mazzini (Filippo) - Direttore: Franco Caracciolo - Orchestra e Coro della RAI di Napoli - Registrato dal vivo durante la manifestazione «Autunno Musicale». Cantato in italiano - LP: Mauro R. Fuguette «Cherubini Series» MRF/C-03[4]